# 죽령

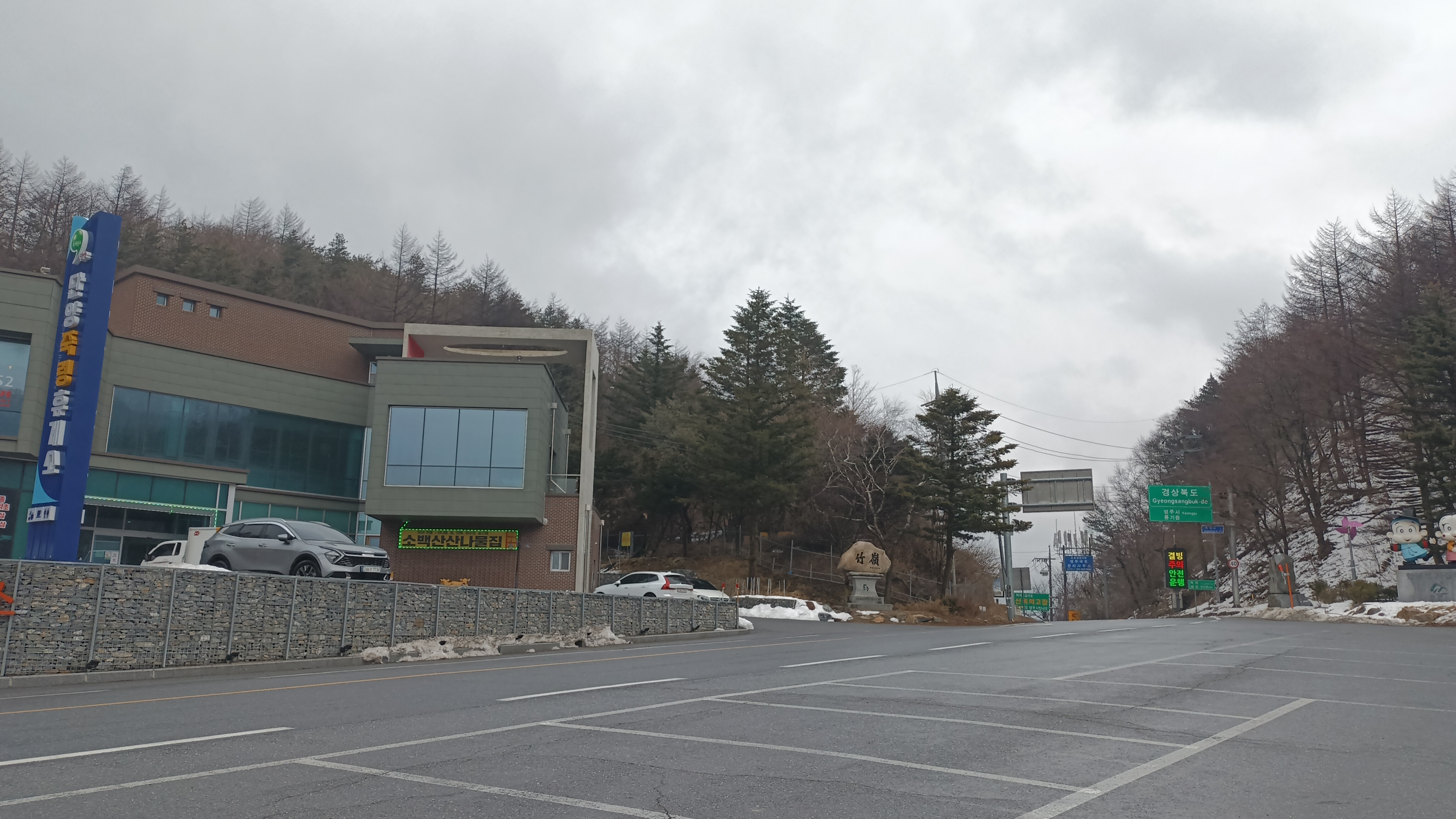
죽령 정상과 휴게소

죽령(竹嶺)은 충청북도 단양군 대강면과 경상북도 영주시 풍기읍 경계에 위치한 백두대간과 소백산맥의 고개이다. 

## 개요
고구려 영토 였으며 신라 초기에는 죽죽에 의해 개척된 도로이다. 높이는 해발 696m이며, 이 산은 조선 시대부터 험하기로 유명했으나 죽령터널의 개통으로 넘어가기가 편리해졌다. 국도 제5호선과 국도 제36호선은 고개를 터널 없이 넘어가나 중앙고속도로와 중앙선 철도는 죽령을 터널로 지난다. 고개 정상에 휴게소와 주차장이 있다. 

## 같이 보기
- 죽령터널
- 죽령터널 (구 중앙선)
- 죽령터널 (신 중앙선)
- 단양 죽령 산신당